# Тім Макгро
Самюель Тімоті Макгро (англ. Samuel Timothy McGraw; нар. 1 травня 1967, Делгай, Луїзіана, США) — американський кантрі-співак, автор пісень та актор. Почав своє кар'єру із неотрадиційного кантрі, але починаючи із альбому «Everywhere» (1997) перейшов на змішане звучання кантрі-поп, стаючи одним із перших чоловічих співаків свого покоління, які схилися до поп-музики.
Макгро випустив 14 студійних альбомів, 10 із яких досягли першого місця чарту Top Country Albums. По всьому світу було продано понад 75 мільйонів його записів. Із 1996 одружений із кантрі-співачкою Фейт Хілл, із якою має сина.

## Біографія

### Раннє життя
Самюель Тімоті Макгро народився 1 травня 1967 в Делгай штату Луїзіана, США. Єдина дитина Елізабет «Бетті» Енн Д'Агостіно, офіціантки із Джексонвілля штату Флорида, та Френка Едвіна «Тага» Макгро молодшого, пітчера команди Jacksonville Jumbo Shrimp та майбутнього зірки-пітчера команди Нью-Йорк Метс та Філадельфія Філліз. Макгро має італійське та ірландське походження по материнській лінії, та шотландсько-ірландське, англійське, шотландське, швейцарське, нідерландське, чеське та німецьке походження по батьківській стороні. Зі сторони батька має двох зведених братів, Марка та Меттью, і зведену сестру, Кері.

## Дискографія
Студійні альбоми
- Tim McGraw (1993)
- Not a Moment Too Soon (1994)
- All I Want (1995)
- Everywhere (1997)
- A Place in the Sun (1999)
- Set This Circus Down (2001)
- Tim McGraw and the Dancehall Doctors (2002)
- Live Like You Were Dying (2004)
- Let It Go (2007)
- Southern Voice (2009)
- Emotional Traffic (2012)
- Two Lanes of Freedom (2013)
- Sundown Heaven Town (2014)
- Damn Country Music (2015)
- The Rest of Our Life (із Фейт Хілл) (2017)

## Турне
- The Spontaneous Combustion Tour (1996)
- Everywhere Tour (1997)
- The Bread and Water Tour (1999)
- Set This Circus Down Tour (2001)
- Live Like You Were Dying Tour (2004)
- Live Your Voice Tour (2008)
- Southern Voice Tour (2010)
- Two Lanes of Freedom Tour (2013)
- Sundown Heaven Town Tour (2014)
- Shotgun Rider Tour (2015)